# Navigazione Generale Italiana

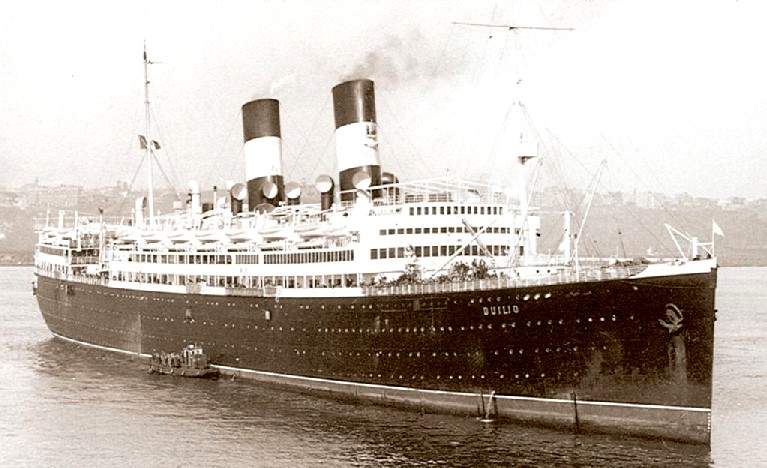
Transatlantico Duilio con i colori della Navigazione Generale Italiana

Navigazione Generale Italiana è stata una compagnia di navigazione costituita nel 1881 dalla fusione della compagnia Flotte Riunite Florio di Palermo e della Compagnia Rubattino di Genova, assorbita nel 1932 da Italia Flotte Riunite.

## Storia

### La fondazione
L'idea di creare un'unica compagnia di navigazione italiana fondendo quelle esistenti, per contrastare la concorrenza straniera, risaliva all'indomani dell'Unità d'Italia.
Nel 1873, al fine di risolvere la situazione debitoria della Rubattino, le banche iniziarono a proporre la fusione fra le due maggiori compagnie di navigazione italiane, la Rubattino e la Florio.
All'inizio degli anni ottanta dell'Ottocento la situazione debitoria della compagnia di Rubattino rimaneva irrisolta. Sul fatto che si dovesse procedere alla fusione della compagnia con la Flotta di Ignazio Florio erano d'accordo sia i due armatori interessati, sia i banchieri che ne curavano gli interessi, Carlo Bombrini della Banca Nazionale e Domenico Balduino del Credito Mobiliare: si trattava di stabilire le modalità della fusione e soprattutto la composizione della nuova compagnia.
La prima mossa necessaria, quella a cui Rubattino si era sempre opposto, fu la trasformazione nel 1880 della sua compagnia da società in accomandita semplice a società in accomandita per azioni. Il capitale fu sottoscritto per il 42% da investitori lombardi e veneti guidati dalla Banca Generale, per il 25% da banchieri svizzeri, per il 10% da azionisti torinesi, per il 9% da Rubattino, per il 6% da altri soggetti genovesi, per il 5% dal Credito Mobiliare.
Finalmente, il 4 settembre 1881 fu costituita a Genova la Navigazione Generale Italiana (Società riunite Florio e Rubattino). Le 100.000 azioni rappresentanti il capitale sociale di circa cinquanta milioni di lire furono attribuite per il 40% ai precedenti soci della compagnia Florio o a soggetti designati dai Florio e per il 40% ai precedenti soci della compagnia Rubattino o a soggetti designati da Raffaele Rubattino, mentre il restante 20% andò alla Società Generale di Credito Mobiliare, in breve detta Credito mobiliare, che aveva patrocinato la fusione e che avrebbe fornito e guidato appoggi finanziari per lo sviluppo della flotta, sia diretti, sia tramite collocamento in Borsa dei titoli.
Al Credito Mobiliare, si affiancavano nei finanziamenti e nelle operazioni in Borsa altre banche e banchieri privati: a Roma la Banca Generale; a Torino la casa U.Geisser; a Genova Rodolfo Hofer (svizzero, marito di una cugina di Rubattino e suo erede) e la Banca di Genova; a Milano Achille Villa, Burocco Casanova, G.Crespi & C., Zaccaria Pisa; a Venezia la Banca Veneta di Depositi e Conti Correnti.
La sede fu fissata inizialmente a Palermo e successivamente spostata a Roma, mentre Genova e Palermo erano i compartimenti operativi. Coi suoi 83 piroscafi (subito passati ad oltre 100), la Navigazione generale italiana si presentava come il più grande complesso armatoriale mai sorto in Italia.

### Successive acquisizioni

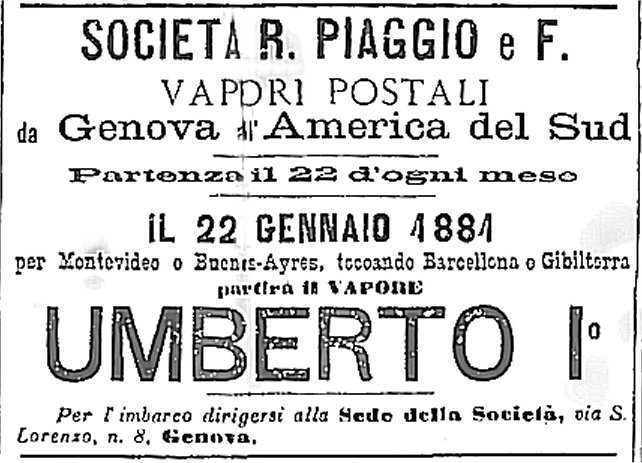
Inserzione su Gazzetta provinciale di Bergamo del 3.1.1881

La "Società Italiana di Trasporti Marittimi Raggio & Co." era stata fondata a Genova nel 1882 da Carlo, Edilio ed Armando Raggio per un collegamento sia merci che passeggeri tra l'Italia e il Sud America, mentre la "Società Rocco Piaggio & Figli" costituita a Genova nel 1870 collegava Genova con Montevideo e Buenos Aires attraverso le Canarie e a partire dal 1883 dopo avere raggiunto un accordo con la "Società Italiana di Trasporti Marittimi Raggio & Co." aveva istituito un collegamento tra Genova e Napoli con il Río de la Plata.
Dopo la caduta del Credito Mobiliare e della Banca Generale, dalla metà degli anni Novanta il loro preminente ruolo di appoggio finanziario e borsistico venne assunto dalla Banca Commerciale Italiana e da altre banche; tra le case bancarie fondatrici, continuò ad avere un ruolo sulla importante piazza borsistica milanese la Banca Zaccaria Pisa.
A partire dal 1901 la N.G.I. assunse il controllo della società La Veloce, una compagnia di navigazione fondata nel 1884 che svolgeva il suo servizio tra l'Italia e il Sud America, che nel 1924 dopo essere stata del tutto assorbita da "Navigazione Generale Italiana" venne posta in liquidazione.
Nel 1906 viene acquisita "Italia Società di Navigazione a Vapore" una compagnia di navigazione fondata a Genova nel 1899 che effettuava servizi verso il Sud America e che nel 1917 sarebbe stata assorbita in una nuova compagnia denominata "Transoceanica Società Italiana di Navigazione".

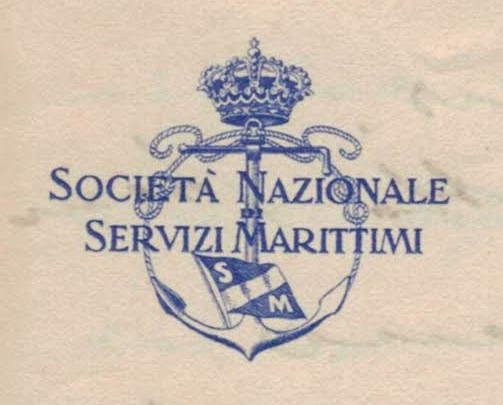
Stemma della società nazionale di servizi marittimi

Il 13 giugno 1910 con l'approvazione della legge sulle convenzioni marittime viene costituita la Società Nazionale dei Servizi Marittimi cui vengono affidati quasi tutti i servizi convenzionati e a cui la N.G.I. cede gran parte della sua flotta cessando di gestire la rete di collegamenti sovvenzionati nel Mediterraneo, lasciando interamente questo settore di traffico alla neo costituita Società Nazionale Servizi Marittimi e concentrando i suoi interessi sulle rotte verso le Americhe e mantenendo in linea solamente 19 navi.
Nella stessa fase i Florio perdono il ruolo di guida della N.G.I. e aumenta il ruolo della Banca Commerciale Italiana.
Nel 1910 la Navigazione Generale Italiana acquisisce una partecipazione nel controllo di Lloyd Italiano una compagnia di navigazione fondata a Genova nel 1904 da Erasmo Piaggio che svolgeva i suoi collegamenti con il Nord e il Sud America che nel 1918 sarebbe stata completamente assorbita.
Nel 1917 in seguito all'acquisizione della compagnia di navigazione Sicula Americana, venne fondata la "Transoceanica Società Italiana di Navigazione", la cui flotta nel 1921 venne assorbita, insieme alla flotta di "Società Commerciale Italiana di Navigazione", dalla "Navigazione Generale Italiana". Nel 1924 fu completata a Genova in piazza De Ferrari una nuova sede sociale, nota come "Palazzo della Navigazione", oggi Palazzo della Regione Liguria.
Tra il 1926 e il 1928 furono varate e fatte entrare in servizio la nave Virgilio, l'Augustus, la Roma e l'Orazio (che però ebbe un grave incidente nel 1940 e affondò) per potenziare la rotta per le Americhe.
Quando le maggiori banche vennero assorbite dall'IRI cambiarono anche gli assetti della N.G.I., e nel 1932 la società, insieme alla Lloyd Sabaudo e alla Cosulich finì nel calderone della nuova società Italia Flotte Riunite. Vennero nel frattempo commissionati il transatlantico Rex (il più grande mai costruito fino a quel momento) e il Conte di Savoia all'inizio degli anni '30, entrati in servizio nel 1932 (già con la nuova società Italia Flotte Riunite costituita).

## Linee
Al momento della fusione le due imprese Florio e Rubattino, oltre ad operare nel Mediterraneo, erano interessate nei traffici commerciali in due diverse aree geografiche, con la Florio che operava lungo le tratte verso gli Stati Uniti e il Canada, mentre la Rubattino gestiva una serie di collegamenti marittimi tra l'Italia e i porti dell'India e dell'Estremo Oriente attraverso il canale di Suez.
Specificamente, la Florio eserciva dal 1877 la linea Marsiglia-Palermo-New York, mentre Rubattino gestiva la linea dell'Oceano Indiano, che faceva scalo a Porto Said-Aden-Bombay-Calcutta-Colombo-Point-de-Galle-Penang-Singapore-Batavia.

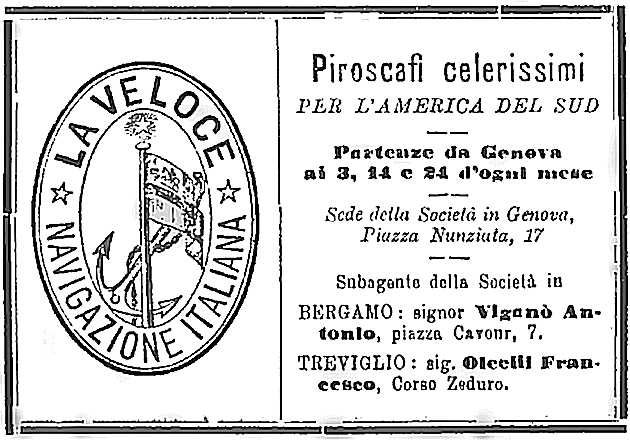
"La Veloce" inserzione su Gazzetta provinciale di Bergamo del 23.1.1890

La nuova società oltre ad esercitare i servizi marittimi dalle due imprese precedenti, ampliò le sue attività a partire dal 1884 con collegamenti verso il Sud America e per potenziare questo nuovo servizio nel 1885 la società acquisì le navi della "Società Italiana Trasporti Marittimi Raggio & Co." e della "Società Rocco Piaggio & Figli".